# Хвайни-Коло
Хвайни-Коло — упразднённое село в Цумадинском районе Дагестана Российской Федерации. Входило в состав сельского поселения Эчединский сельсовет. Упразднено после 2007 года.

## Географическое положение
Располагалось на правобережном склоне долины реки Андийское Койсу, в 1,5 км к юго-востоку от села Эчеда.

## История
Впервые фиксируется в списках населённых пунктов за 1970 год, как хутор в составе Эчединского сельсовета. По некоторым сведениям в 2007 году состояло из 24 хозяйств.

## Население
| 1970 | 1989 | 2002 | 2003 | 2004 | 2007 |
| ---- | ---- | ---- | ---- | ---- | ---- |
| 41   | ↗64  | ↘55  | →55  | →55  | ↗84  |

Национальный состав
Согласно результатам переписи 2002 года, в национальной структуре населения аварцы составляли 100 %.